# Ottokar Lorenz (Historiker, 1832)

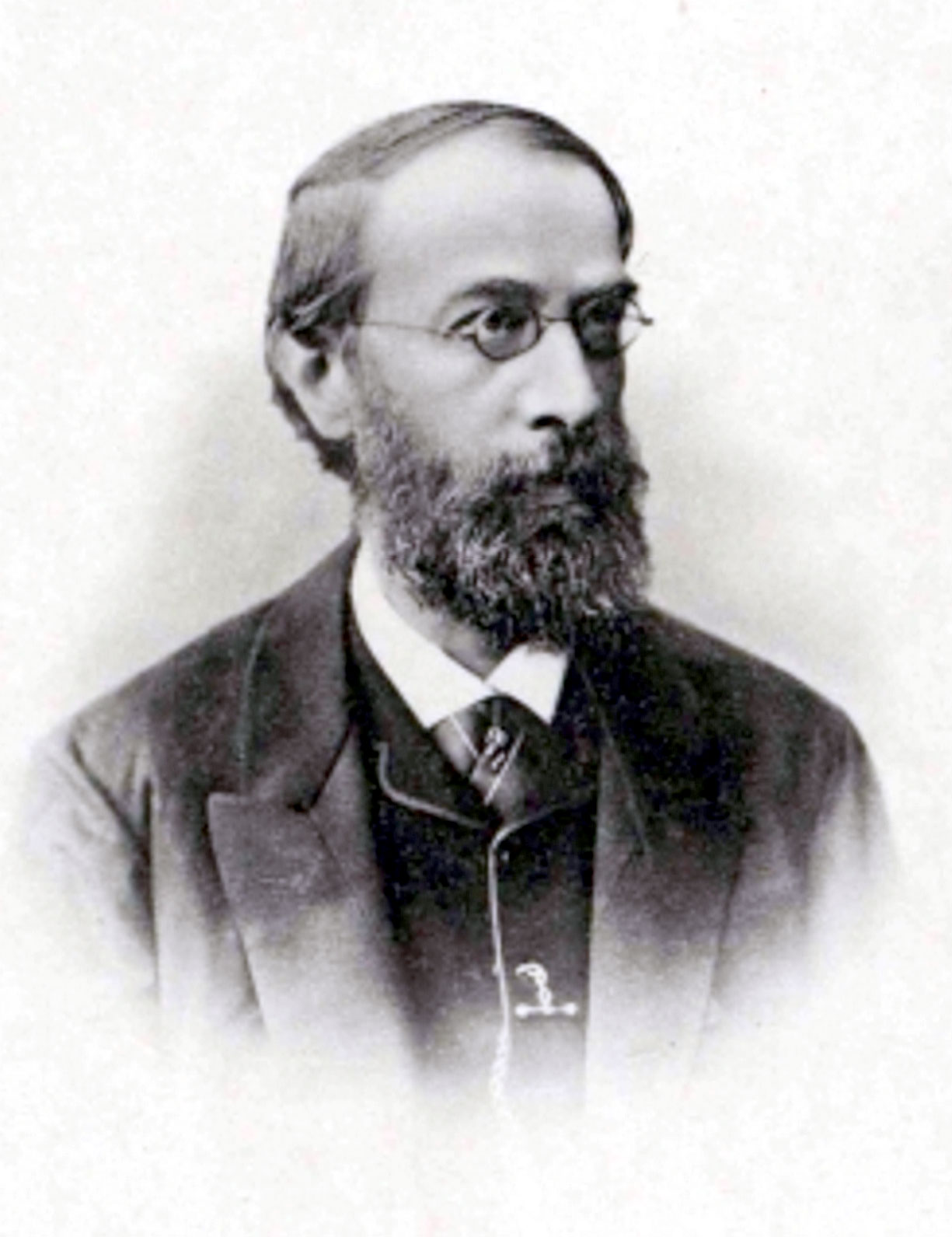
Ottokar Lorenz

Ottokar Lorenz (* 17. September 1832 in Iglau, Mähren; † 13. Mai 1904 in Jena) war ein österreichisch-deutscher Historiker und Genealoge.

## Leben
Ottokar Lorenz wurde als Sohn des späteren Gymnasialdirektors in Olmütz Anton Lorenz (1788–1870) und dessen Frau Bernhardine Gilm von Rosenegg (1796–1881) geboren. Er hatte die Schulen in Iglau und Olmütz besucht und 1851 ein Studium an der Universität Wien begonnen. Hier wurden Heinrich Wilhelm Grauert, Hermann Bonitz und Franz Lott seine prägenden Lehrer. Nachdem er 1854  seine Studien beendet hatte, widmete er sich geschichtlichen Forschungen und habilitierte sich 1856 an der Wiener Hochschule für Geschichte. Ab 1857 arbeitete er am Haus-, Hof- und Staatsarchiv und wurde 1860 außerordentlicher Professor der österreichischen Geschichte an der Wiener Hochschule. Von 1861 bis 1885 war Lorenz ordentlicher Geschichtsprofessor an der Universität Wien, wurde 1880 Rektor der Wiener Hochschule und galt als ein führender österreichischer Historiker seiner Zeit. Anschließend hatte er einen Lehrstuhl an der Universität Jena inne, wo er ebenfalls im Wintersemester 1892 Rektor der Alma Mater wurde.
Er gilt als Begründer der modernen „wissenschaftlichen Genealogie“. Lorenz griff in seinem Lehrbuch der gesammten wissenschaftlichen Genealogie das Ende des 19. Jahrhunderts zunehmende Interesse an der Vererbungslehre auf. Lorenz „glaubte in der familialen Generationenfolge den Pulsschlag der Weltgeschichte zu spüren“, in dem ein gesamtgesellschaftlicher Rhythmus zu sehen sei, der wiederum die Abfolge geistiger Strömungen in der Gesellschaft zur Folge habe. Seine Schlussfolgerungen wurden von biologistisch orientierten Naturwissenschaftlern und völkisch denkenden Kulturphilosophen in den 1920er Jahren begrüßt und in eigene Überlegungen eingearbeitet. 1860 wurde Lorenz korrespondierendes Mitglied, am 2. August 1877 wirkliches Mitglied und 1885 korrespondierendes Mitglied der kaiserlichen Akademie der Wissenschaften in Wien. Er erhielt die Ehrendoktorwürde der Universität Königsberg.
Lorenz verheiratete sich 1862 in Wien mit Marie Lott (1839–1917). Zu seinen Söhnen gehören der Chemiker Richard Lorenz (1863–1929) und der Musikwissenschaftler Alfred Ottokar Lorenz (1868–1939). Der gleichnamige nationalsozialistische Wirtschaftshistoriker Ottokar Lorenz (geb. 1905) war sein Enkel.

## Werke (Auswahl)
- Ueber das Consulartribunat. Wien 1855.
- Die Erwerbung Oesterreichs durch Ottokar von Böhmen. Ein Beitrag zur österreichischen Geschichte. Wien 1857 (Online).
- Die österreichische Regentenhalle. Wien 1857.
- Oesterreichs Stellung in Deutschland während der ersten Hälfte des dreissigjährigen Krieges. Wien 1858.
- Leopold III. und die Schweizer Bünde. Wien 1860 (Online).
- Ottokar II. von Böhmen und das Erzbistum Salzburg. Wien 1860.
- Die Sempacher Schlachtenlieder. Wien 1861.
- Joseph II. und die belgische Revolution, nach den Papieren des General-Gouvaneurs Grafen Murray 1787. Wien 1862 (Online).
- Deutsche Geschichte im 13. und 14. Jahrhundert. 2 Bde. 1863/67 (Online).
- Geschichte König Ottokars II. von Böhmen und seiner Zeit. Wien 1866 (Online).
- Über die Wahl des Königs Adolf von Nassau. Wien 1867 (Online).
- Oesterreichische Geschichte. 2. Aufl. Wien 1871 (Online).
- Über das Chronicon Thuringicum Viennense, eine Antwort auf die von Herrn Prof. G. Waitz. Wien 1871 (Online).
- Geschichte des Elsasses von den ältesten Zeiten bis auf die Gegenwart. Bilder aus dem politischen und geistigen Leben der deutschen Westmark. Berlin 1871 (Online), Berlin 1872 (Online), Berlin 1886 (mit Wilhelm Scherer).
- Drei Bücher Geschichte und Politik. Berlin 1876.
- Ueber die beiden Wiener Stadtrechts-Privilegien Kaiser Rudolph's I. Wien 1865.
- Deutschlands Geschichtsquellen im Mittelalter seit der Mitte des 13. Jahrhunderts. 2 Bde. Berlin 1870 (Online); Berlin 1876/77, 3. Auflage 1886/87; Graz 1966.
- Zur Geschichte der Päpste. 1871, 2. Aufl. Berlin 1879 (Online).
- Papstwahl und Kaiserthum, eine historische Studie aus dem Staats- und Kirchenrecht. Berlin 1874 (Online), 1978.
- Die Geschichtswissenschaft in Hauptrichtungen und Aufgaben. Berlin 1886.
- Zum Gedächtnis von Schillers historischem Lehramt in Jena. Berlin 1889.
- Genealogisches Handbuch der europäischen Staatengeschichte 1892, Berlin 1895; 3. Aufl. Stuttgart 1908.
- Genealogischer Hand- und Schul-Atlas. Hertz, Berlin 1892 (Digitalisat).
- Goethes politischen Jahre. Berlin 1893.
- Staatsmänner und Geschichtschreiber der neunzehnten Jahrhunderts; ausgewählte Bilder. Berlin 1896.
- Die materialistische Geschichtsauffassung, zum ersten Male systematisch dargestellt und kritische beleuchtet. Leipzig 1897.
- Lehrbuch der gesammten wissenschaftlichen Genealogie. Stammbaum und Ahnentafel in ihrer geschichtlichen, sociologischen, und naturwissenschaftlichen Bedeutung Berlin 1898 (Online).
- Kaiser Wilhelm und die Begründung des Reiches 1866 bis 1871. Fischer, Jena 1902.